# Federico Ubaldo della Rovere
Federico Ubaldo della Rovere (Pesaro, 16 maggio 1605 – Urbino, 28 giugno 1623) fu duca di Urbino e ultimo erede maschio della signoria Della Rovere.

## Biografia

### Nascita

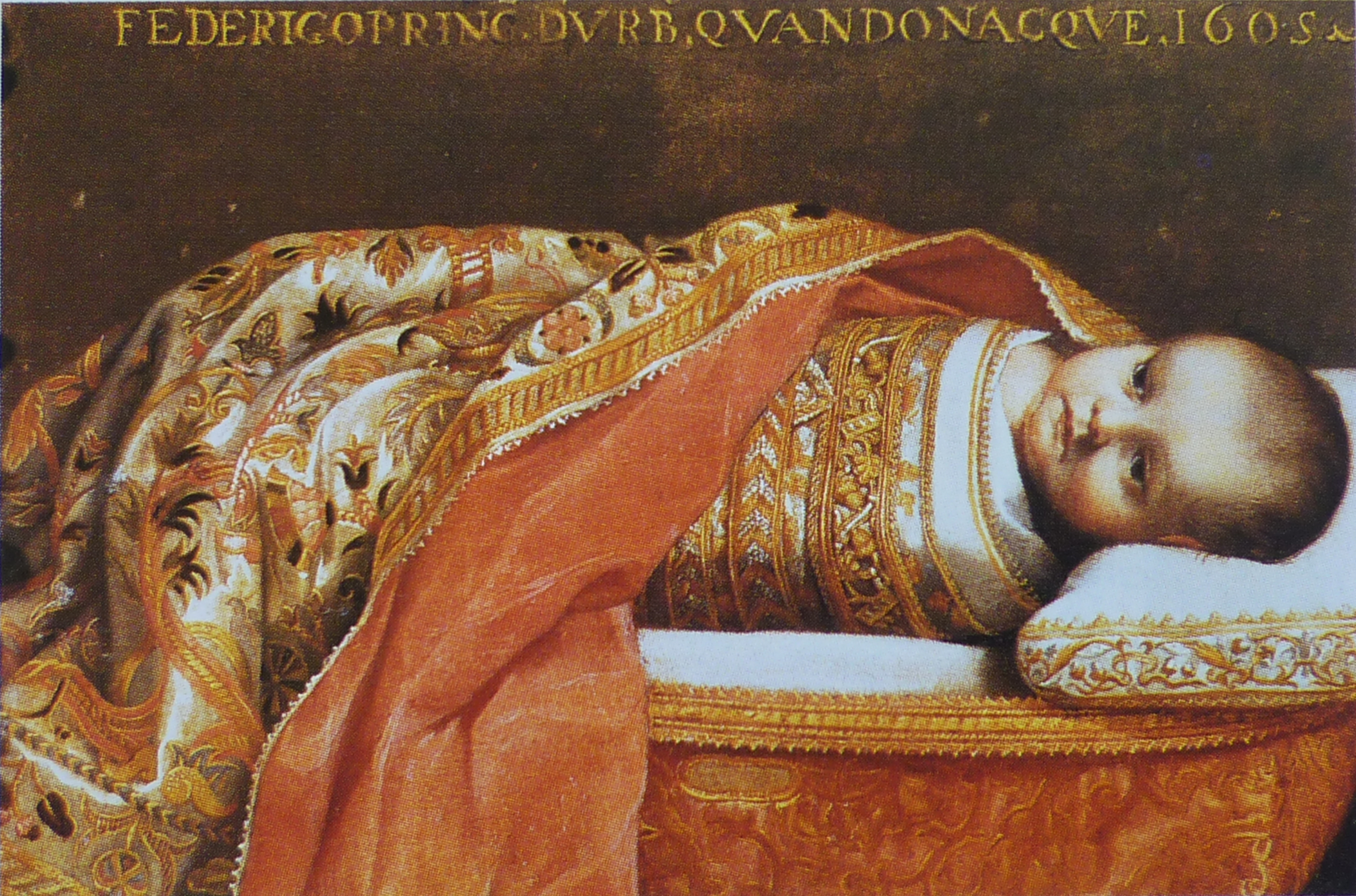
Federico Ubaldo della Rovere neonato

Il cinquantenne duca di Urbino Francesco Maria II della Rovere, vedovo di Lucrezia d'Este, aspettava un erede maschio da molto tempo, altrimenti la dinastia dei Montefeltro della Rovere, discendente per via femminile dal grande Federico, si sarebbe estinta e lo Stato devoluto alla Santa Sede. Chiese, dunque, al papa Clemente VIII l'autorizzazione per convolare a nuove nozze e, il 25 aprile 1599, a Casteldurante, sua residenza preferita, sposò la quattordicenne Livia della Rovere, facente parte di un ramo collaterale della famiglia.

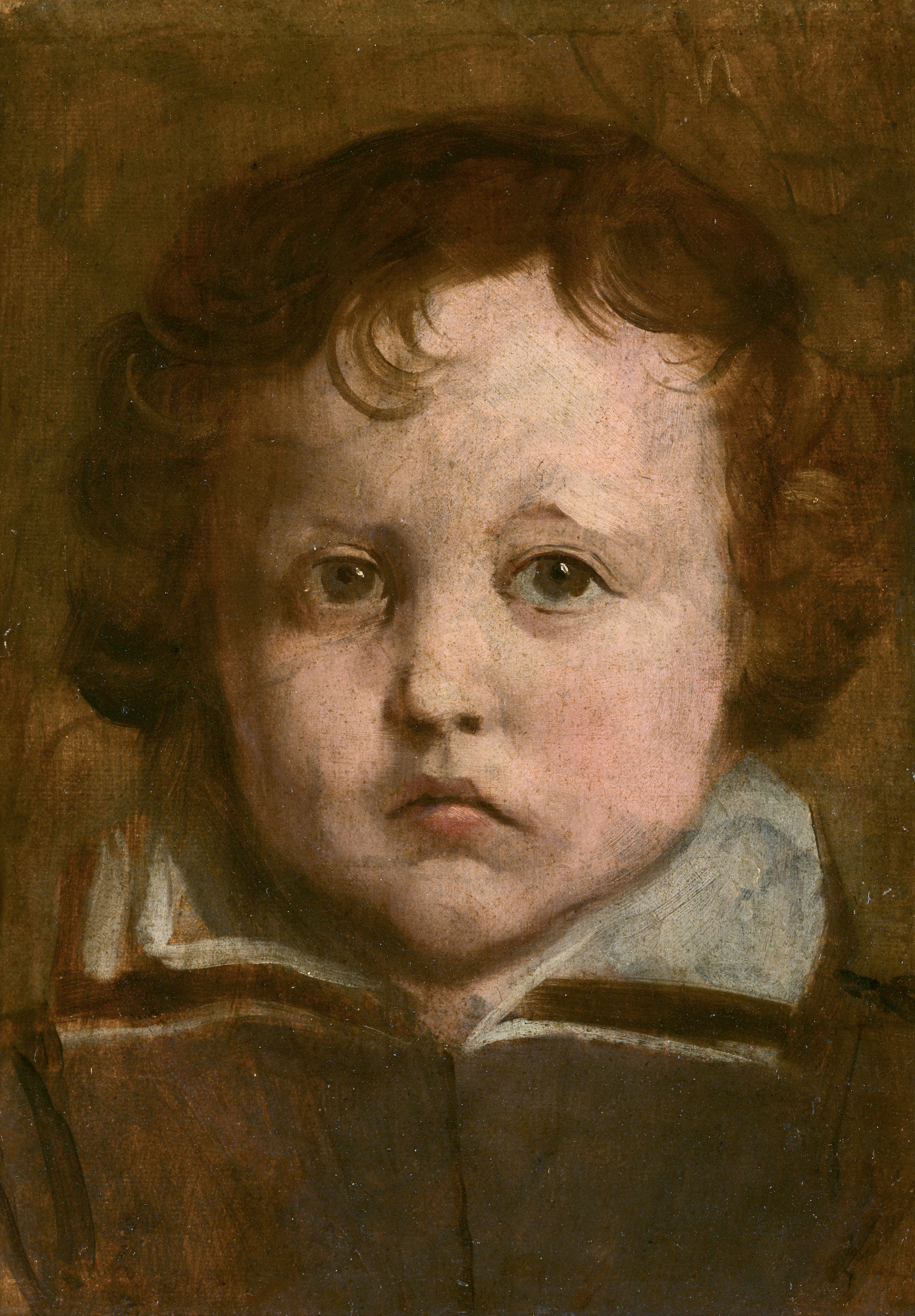
Federico Ubaldo della Rovere (Claudio Ridolfi)

A quattro anni dal matrimonio (non certo assistito dai sentimenti di entrambi), il 16 maggio 1605 (giorno dedicato a sant'Ubaldo da Gubbio, patrono della casata) il sovrano si affacciò dal balcone del palazzo ducale di Pesaro per annunciare ai sudditi la nascita di Federico Ubaldo (il secondo nome in onore del santo eugubino), detto poi Federichino, che ricevette dal padre, quale primo dono, un prezioso smeraldo orientale e un amuleto contro il malocchio.

### Infanzia

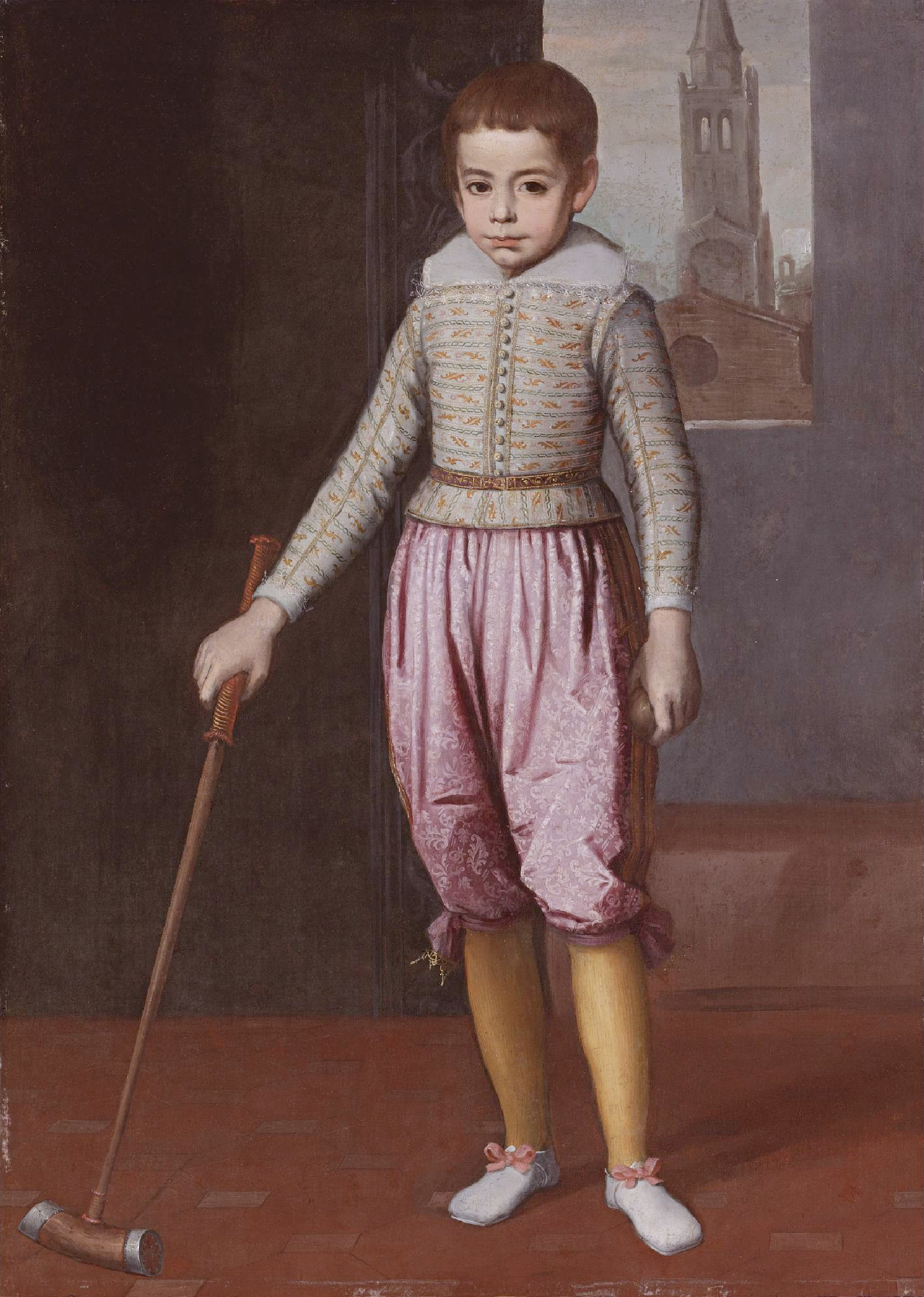
Il duchino a cinque anni

Il tanto atteso erede visse tra le dimore ducali di Pesaro, Urbino, Gubbio e Casteldurante e, com'era consuetudine nelle famiglie principesche, all'età di sei anni, desiderando il Serenissimo genitore stringere un'alleanza con il granducato di Toscana, fu fidanzato a Claudia de' Medici, di otto mesi più grande e figlia di Ferdinando I e di Cristina di Lorena, la cui ava era la regina di Francia Caterina de' Medici.

### Matrimonio

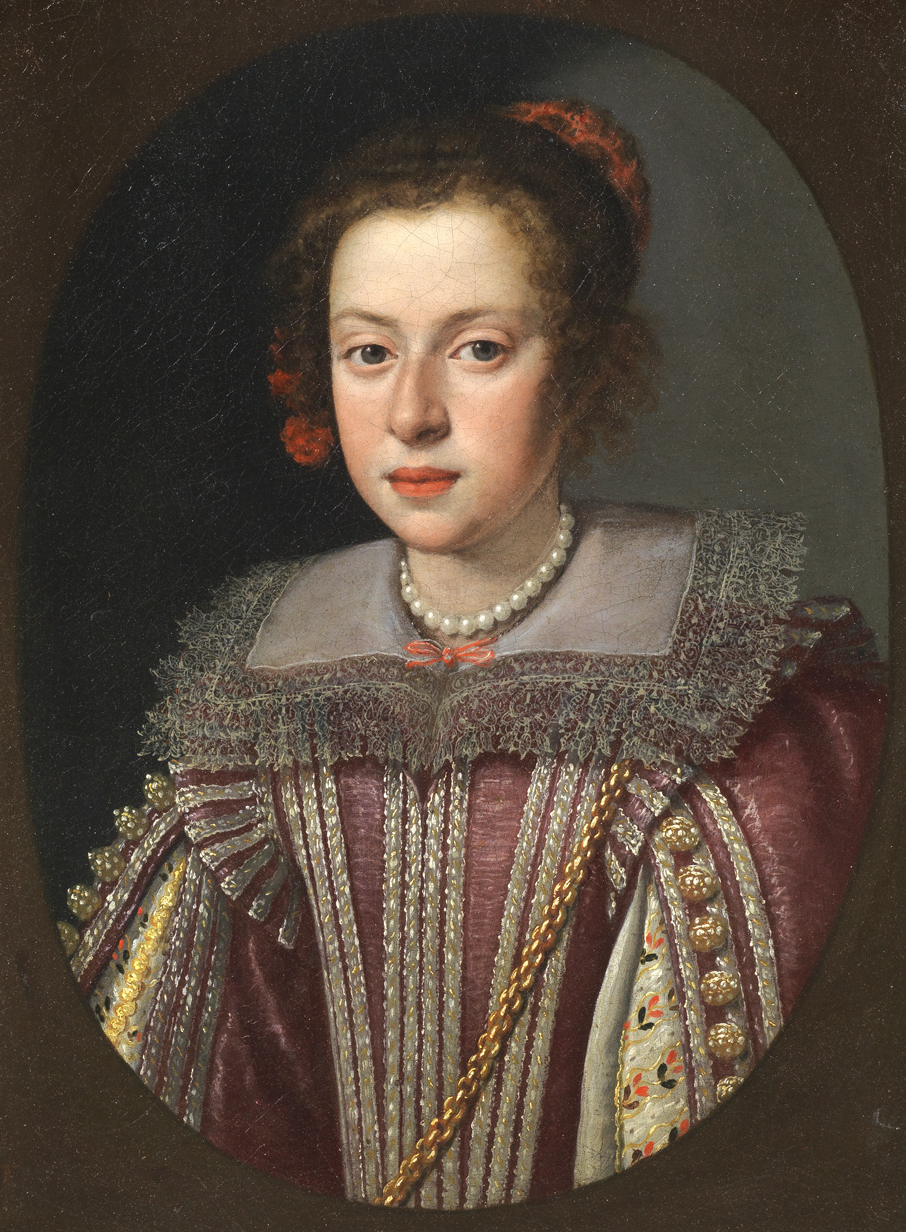
Claudia de' Medici all'epoca del matrimonio ritratta da Justus Sustermans

Il matrimonio sarà celebrato a Firenze il 29 aprile 1621 nella cappella della villa Medicea del Poggio Imperiale. L'evento fu festeggiatissimo nell'intero Stato.
 Il successivo 3 novembre Francesco Maria II, sicuro della presenza di un erede, decise di abdicare e ritirarsi nella prediletta residenza di Casteldurante lasciando al figlio l'amministrazione del ducato.
La giovane coppia, però, non andava d'accordo, nonostante la nascita, il 7 febbraio 1622, nel palazzo di Pesaro, di Vittoria, destinata ad essere l'ultima dei della Rovere e granduchessa consorte di Toscana, in quanto moglie di Ferdinando II de' Medici. La nascita della bambina riavvicinò alla famiglia anche la duchessa madre Livia, allontanatasi a causa delle incomprensioni con il marito.

### Duca di Urbino e Sora

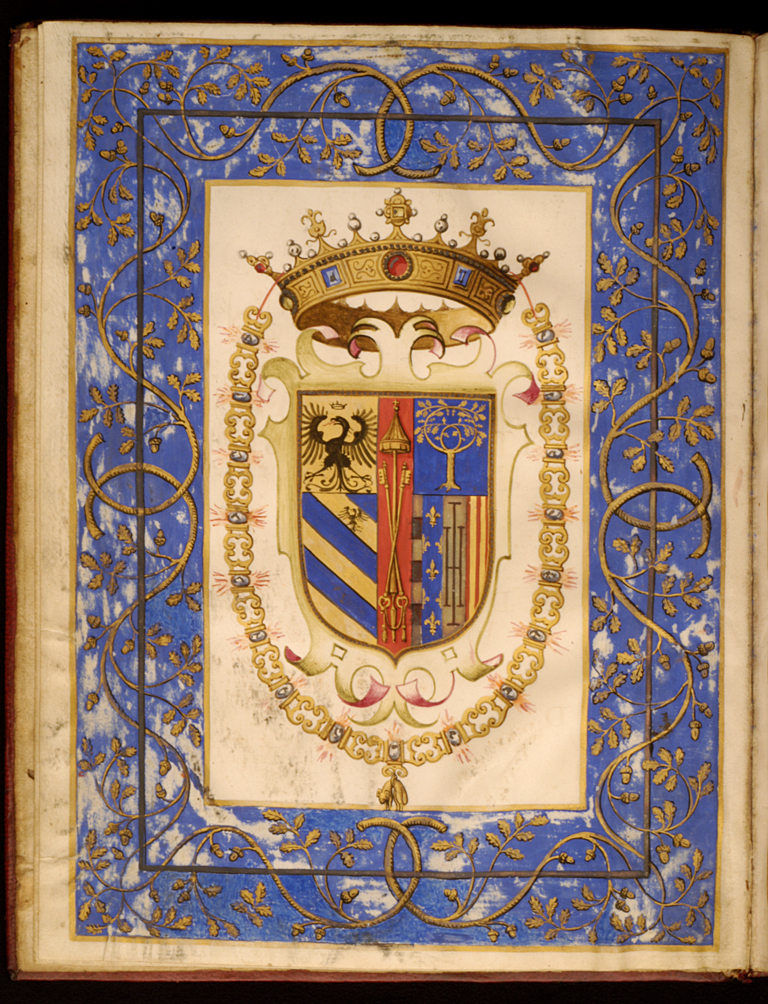
Il blasone di Francesco Maria II e del figlio Federico Ubaldo

Federico Ubaldo, immaturo anche come reggitore dello Stato, si circondò di personaggi poco raccomandabili che avevano interesse ad esacerbare le sue relazioni con il padre: addirittura scelse come responsabile di quasi tutte le sue funzioni il fiorentino Luigi Vettori, il più prevaricatore e disonesto del gruppo. Intanto il duchino poteva godersi pubblicamente una vita dissoluta con grande dispiacere del padre, della madre e della moglie, da lui affatto considerata.

### Morte

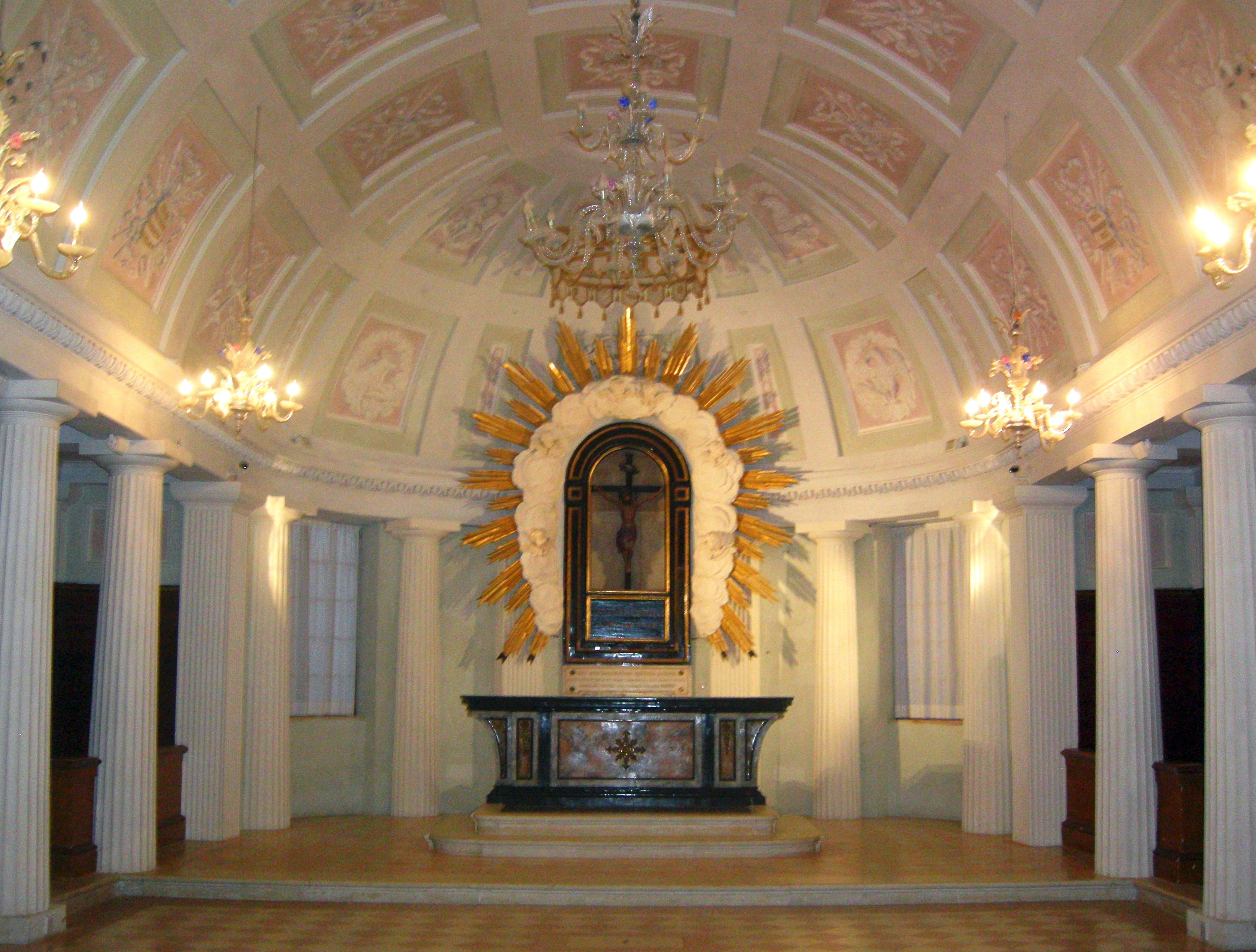
Grotte del duomo di Urbino, dove si trova la tomba di Federico Ubaldo

Il duca morì, all'età di 18 anni appena compiuti, il 28 giugno 1623 a Urbino, in seguito ad un attacco epilettico, dopo aver partecipato, in una parte tra l'altro sconveniente alla sua posizione, a uno spettacolo teatrale a fianco della sua amante Argentina, e dopo essersi ubriacato nella notte: esistono sospetti di avvelenamento o addirittura di soffocamento. Un documento notarile, ritrovato recentemente a Urbino, testimonia che fu fatta un'autopsia dopo la sua morte. Vi si trova pure la descrizione dei funerali di Federico Ubaldo.
La scomparsa del giovane principe fu un colpo terribile per i familiari e per il popolo, consapevole della futura incorporazione del ducato nello Stato della Chiesa. La piccola Vittoria infatti poteva ereditare il patrimonio mobiliare e immobiliare Roveresco, ma, in quanto femmina, non poteva aspirare alla successione. Francesco Maria fu, dunque, costretto a risalire sul trono e ad assistere all'estinzione della famiglia e dello Stato. La vedova Claudia de' Medici, ritornò in un primo momento a Firenze per poi risposarsi nel 1626 con il conte del Tirolo Leopoldo V d'Austria, fratello minore dell'imperatore Ferdinando II; Livia della Rovere, di nuovo duchessa regnante, preferì alternare i soggiorni con l'anziano consorte con quelli, più graditi, nel feudo paterno di Castelleone di Suasa. Il 2 luglio 1623 la salma di Federico Ubaldo, tra la costernazione generale e la speranza (poi vana) di una seconda gravidanza di Claudia, fu inumata nella cripta della cappella del Crocifisso nel duomo di Urbino in una tomba che il genitore aveva fatto realizzare per se stesso (sarà sepolto, a Casteldurante, nella chiesa del Santissimo Crocifisso dell'Ospedale).

## Ascendenza
|                                 |                               |                                | Genitori                    |  |  | Nonni |  |  | Bisnonni                       |  |  | Trisnonni             |  |
|                                 |                               |                                |                             |  |  |       |  |  | Francesco Maria I della Rovere |  |  | Giovanni della Rovere |  |
|                                 |                               |                                |                             |  |  |       |  |  | Francesco Maria I della Rovere |  |  | Giovanni della Rovere |  |
|                                 |                               | Giovanna da Montefeltro        |                             |  |  |       |  |  | Francesco Maria I della Rovere |  |  |                       |  |
| Guidobaldo II della Rovere      |                               |                                |                             |  |  |       |  |  | Francesco Maria I della Rovere |  |  |                       |  |
|                                 |                               | Eleonora Gonzaga della Rovere  | Francesco II Gonzaga        |  |  |       |  |  |                                |  |  |                       |  |
|                                 |                               | Eleonora Gonzaga della Rovere  | Francesco II Gonzaga        |  |  |       |  |  |                                |  |  |                       |  |
|                                 |                               | Eleonora Gonzaga della Rovere  | Isabella d'Este             |  |  |       |  |  |                                |  |  |                       |  |
| Francesco Maria II della Rovere |                               | Eleonora Gonzaga della Rovere  |                             |  |  |       |  |  |                                |  |  |                       |  |
|                                 |                               | Pier Luigi Farnese             | Papa Paolo III              |  |  |       |  |  |                                |  |  |                       |  |
|                                 |                               | Pier Luigi Farnese             | Papa Paolo III              |  |  |       |  |  |                                |  |  |                       |  |
|                                 |                               | Pier Luigi Farnese             | Silvia Ruffini              |  |  |       |  |  |                                |  |  |                       |  |
| Vittoria Farnese                |                               | Pier Luigi Farnese             |                             |  |  |       |  |  |                                |  |  |                       |  |
|                                 |                               | Gerolama Orsini                | Ludovico Orsini             |  |  |       |  |  |                                |  |  |                       |  |
|                                 |                               | Gerolama Orsini                | Ludovico Orsini             |  |  |       |  |  |                                |  |  |                       |  |
|                                 |                               | Gerolama Orsini                | Giulia Conti                |  |  |       |  |  |                                |  |  |                       |  |
| Federico Ubaldo della Rovere    |                               | Gerolama Orsini                |                             |  |  |       |  |  |                                |  |  |                       |  |
|                                 | Cardinale Giulio della Rovere | Francesco Maria I della Rovere |                             |  |  |       |  |  |                                |  |  |                       |  |
|                                 | Cardinale Giulio della Rovere | Francesco Maria I della Rovere |                             |  |  |       |  |  |                                |  |  |                       |  |
|                                 | Cardinale Giulio della Rovere | Eleonora Gonzaga della Rovere  |                             |  |  |       |  |  |                                |  |  |                       |  |
| Ippolito della Rovere           | Cardinale Giulio della Rovere |                                |                             |  |  |       |  |  |                                |  |  |                       |  |
|                                 |                               | Leonora N.                     | …                           |  |  |       |  |  |                                |  |  |                       |  |
|                                 |                               | Leonora N.                     | …                           |  |  |       |  |  |                                |  |  |                       |  |
|                                 |                               | Leonora N.                     | …                           |  |  |       |  |  |                                |  |  |                       |  |
| Livia della Rovere              |                               | Leonora N.                     |                             |  |  |       |  |  |                                |  |  |                       |  |
|                                 |                               | Jacopo Vitelli                 | Alessandro Vitelli          |  |  |       |  |  |                                |  |  |                       |  |
|                                 |                               | Jacopo Vitelli                 | Alessandro Vitelli          |  |  |       |  |  |                                |  |  |                       |  |
|                                 |                               | Jacopo Vitelli                 | Angela Rossi di San Secondo |  |  |       |  |  |                                |  |  |                       |  |
| Isabella Vitelli                |                               | Jacopo Vitelli                 |                             |  |  |       |  |  |                                |  |  |                       |  |
|                                 |                               | Livia Orsini                   | Ferdinando Orsini           |  |  |       |  |  |                                |  |  |                       |  |
|                                 |                               | Livia Orsini                   | Ferdinando Orsini           |  |  |       |  |  |                                |  |  |                       |  |
|                                 |                               | Livia Orsini                   | Maria Castriota Scanderbegh |  |  |       |  |  |                                |  |  |                       |  |
|                                 |                               | Livia Orsini                   |                             |  |  |       |  |  |                                |  |  |                       |  |